# Sculeni
Sculeni (prononcé « Scoulèni ») est une localité de Moldavie de 3200 habitants, traversée par la rivière Prut, qui fait ici de nombreux méandres et qui fait office de frontière entre la Moldavie et la Roumanie. De ce fait, Sculeni est partagée entre :

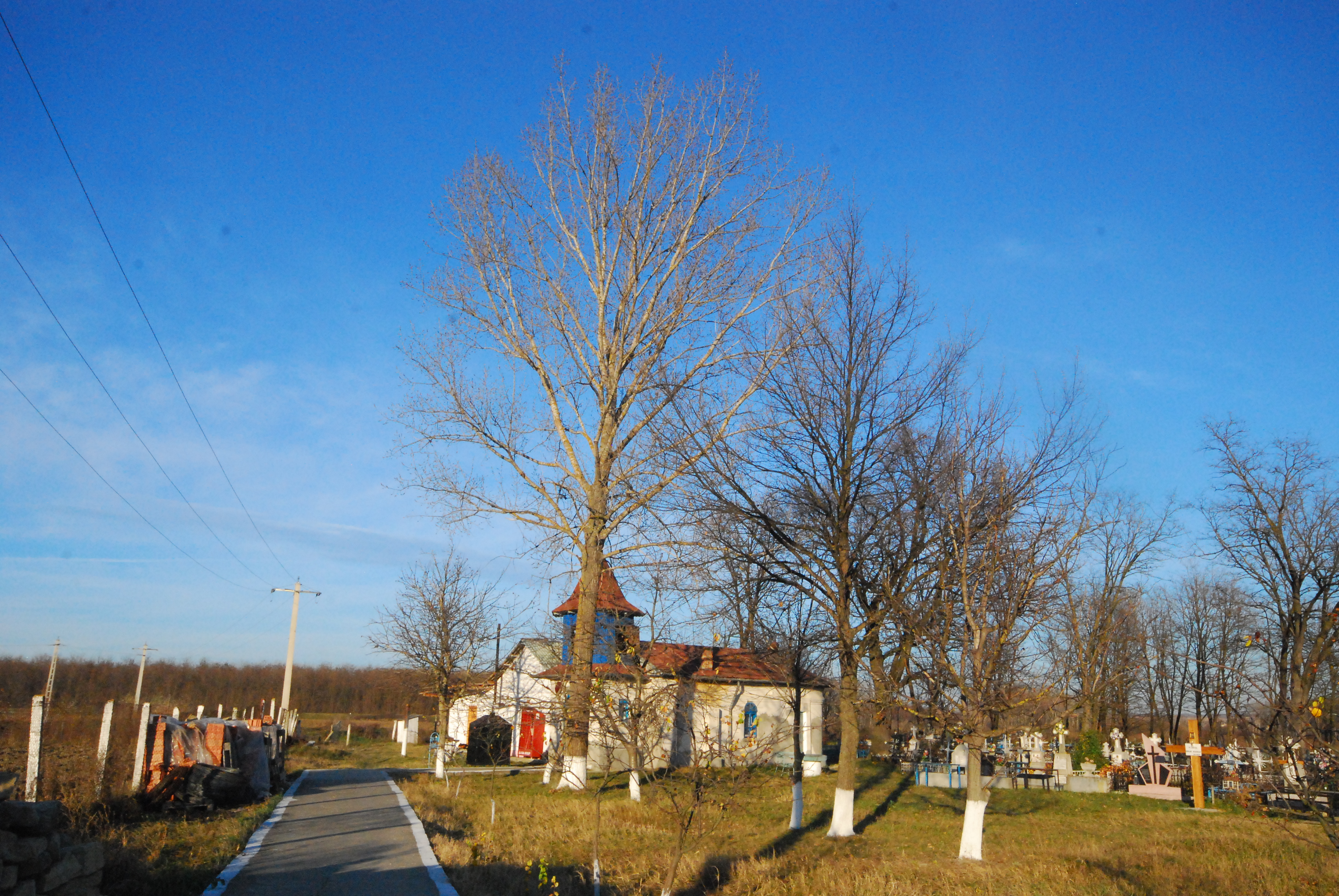
Église et cimetière St-Nicolas dans la partie roumaine de Sculeni.

- la commune de Sculeni (comuna Sculeni, 3800 habitants) du raion d'Ungheni en république de Moldavie, sur la rive gauche (orientale) de la rivière, composée des hameaux de Blindeşti, Floreni, Gherman et du bourg de Sculeni (est) ;
- le village de Sculeni (satul Sculeni, 400 habitants) du județ de Iași en région de Moldavie, en Roumanie, sur la rive droite (occidentale) de la rivière, ancienne commune comportant les hameaux de Frăsuleni, Sorca, Șendreni et le bourg de Sculeni (ouest).

Sculeni provient du mot roumain scule signifiant « outils ». C'est un important point de passage frontalier et douanier entre d'une part la Roumanie et l'Union européenne à l'Ouest, et d'autre part la Moldavie et la Communauté des États indépendants à l'Est.

## Histoire

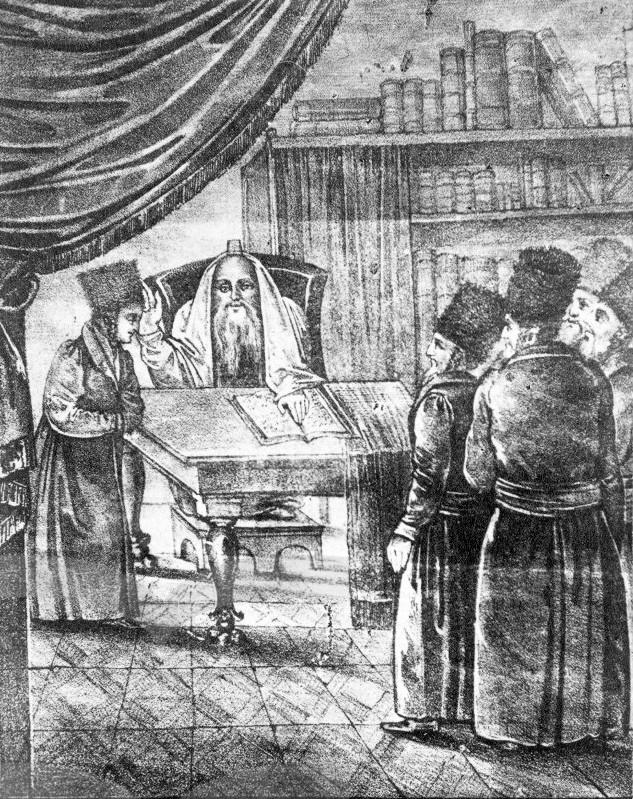
Juifs hassidim d'Europe orientale, coiffés du kolpik, en 1800.

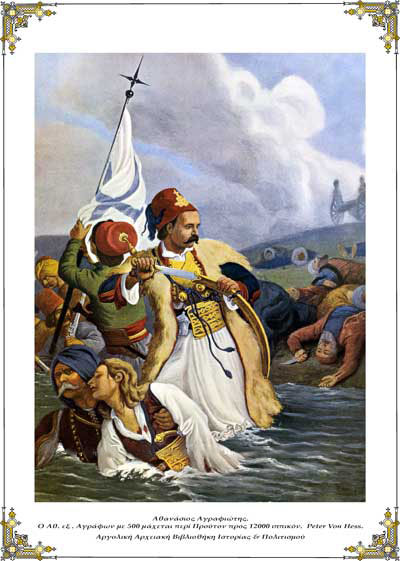
La bataille de Sculeni s'achevant dans le Prut en 1821.

Depuis le Moyen Âge, dans cette bourgade de la principauté de Moldavie, mentionnée à partir de 1432 dans les édits, se tenait une importante foire annuelle (iarmaroc, de l'allemand Jahrmarkt), et une prospère communauté juive ashkénaze de langue et de littérature yiddish s'y est développée, au point qu'une dynastie hassidique se nomme les Hassidimes de Sculeni (en).
Le 28 mai 1812 à l'issue de la guerre russo-turque de 1806-1812, une tragédie (du point de vue moldave) se produit : par le traité de Bucarest, l'Empire russe annexe la partie orientale de la Moldavie, ainsi coupée en deux, de même que Sculeni. Sculeni-est fait dès lors partie de la nouvelle province russe de Bessarabie. Le 22 février 1821, les troupes révolutionnaires de la Filikí Etería, venant de Bessarabie et conduites par Alexandre Ypsilántis, passent le Prut, marquant le tout début de la révolution roumaine de 1821 et de la guerre d'indépendance grecque. Mais elles sont sévèrement défaites le 19 juin 1821 par les Ottomans à Drăgășani en Valachie, et le prince phanariote Georges Canatacuzène (descendant d'un ancien souverain moldave, Démétrius Cantacuzène) passe à son tour le Prut le 25 juin 1821 avec des renforts, mais y est rejeté le 29 juin 1821 par une armée turque dix fois supérieure en nombre, venue réprimer la révolution : c'est la défaite de Sculeni (en).
Au début de 1906, à la suite de la révolution russe de 1905, les Moldaves et Gagaouzes de Bessarabie se soulèvent à leur tour. Les autorités font donner les cosaques qui incendient villes et villages, avec quelques pogroms au passage (qui s'ajoutent à ceux de 1903 et 1905) : Sculeni n'est pas épargnée, une partie de ses habitants se réfugie à Iași.

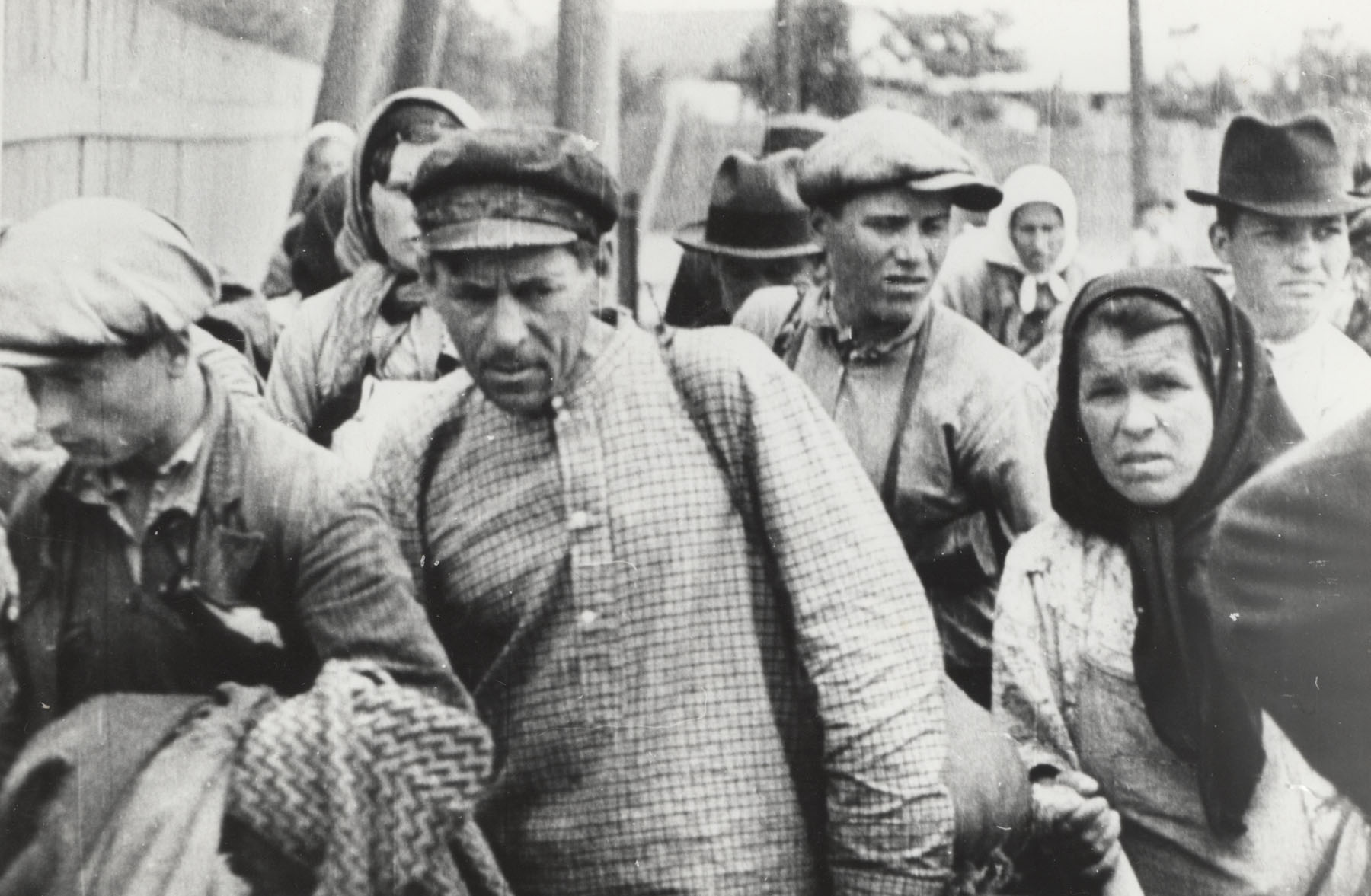
Réfugiés de Bessarabie en juin 1940.

Pendant la Première Guerre mondiale, le 27 mars 1918, l'union de la République démocratique moldave et du Royaume de Roumanie permet la réunification de la bourgade en même temps que celle de la Moldavie historique au sein de la Roumanie.
Pendant la Seconde Guerre mondiale, le 29 juin 1940, l'occupation soviétique de la Bessarabie et de la Bucovine du Nord en application du protocole secret du pacte Hitler-Staline jette sur Sculeni un flot de dizaines de milliers de réfugiés terrorisés et aboutit à une nouvelle scission de la ville. Dans la partie soviétique, durant la semaine suivant l'arrivée de l'Armée rouge et du NKVD, surnommée la « semaine sanglante », commerces, administrations et entrepôts sont pillés, les notables et tous ceux qui ont été désignés comme « ennemis du peuple » ou « nuisibles » sont molestés, souvent arrêtés et fréquemment tués sur place par des « brigades rouges » constituées à la hâte par le NKVD, avec, parfois, un bref simulacre de « procès populaire » avant l'exécution : c'est la « terreur rouge ».
Un an après, en juin 1941, lorsque débute l'attaque de l'Axe contre l'URSS, 311 juifs du secteur soviétique, accusés en bloc par le gouvernement roumain devenu fasciste, d'avoir « soutenu l'occupation soviétique », sont assassinés lors d'exécutions de masse perpétrées par l'armée roumaine,,. Lors du retour de l'Armée rouge le 23 août 1944 (jour où la Roumanie rejoint les Alliés et déclare la guerre à l'Axe), les persécutions soviétiques reprennent. Beaucoup d'habitants de Sculeni, moldaves, juifs ou autres, n'ont pas survécu à la guerre, et la ville est en partie dépeuplée, en plus d'être à nouveau divisée entre la République socialiste de Roumanie (ouest) et l'Union soviétique (est) qui rebaptise  « Skoulyany » son secteur (désormais organisé en soviet rural).
Grâce à la politique de Mikhaïl Gorbatchev de « glasnost » et de « perestroïka », la partie est de Sculeni retrouve son nom d'origine et son statut de commune au début du processus d'émancipation de la Moldavie, en 1989. Depuis, son statut de ville frontière lui a permis un développement économique et démographique plus rapide que celui d'autres localités du bassin du Prut : elle fait partie de l'Eurorégion Siret-Prut-Nistre.

## Personnalités de la ville
- Andrei Eşanu, historien moldave
- Eliezer Zusia Portugal, rebbe hassidique
- Yisroel Avrohom Portugal, rebbe hassidique

## Littérature
La bataille de Sculeni est évoquée par Alexandre Pouchkine dans une de ses nouvelles.

## Sources
1. 1 2  O consecință a lărgirii Uniunii Europene: Moldova, impinsa din nou spre Est.
2. ↑  Encyclopedia of Jewish Life (2001), p. 1154-55: "Sculeni".
3. ↑  William Miller, The Ottoman Empire and Its Successors, 1801-1927, Routledge 1966, p. 69.
4. ↑  Dinu Poștarencu, (ro) O istorie a Basarabiei în date și documente (1812-1940), éd. Cartier istoric, Chișinău 1998,  (ISBN 9975949185).
5. ↑  Collectif, Lucia Hossu-Longin (dir.) : « Mémorial de la douleur » (Memorialul durerii), éd. Humanitas, Bucarest et Chișinău, plusieurs rééditions.
6. ↑  « iajgsjewishcemeteryproject.org… »(Archive.org • Wikiwix • Archive.is • Google • Que faire ?).
7. ↑  « Technical Problem Form », sur jewishgen.org (consulté le 16 octobre 2023).
8. ↑  (en) « Gropile comune de la Stanca », sur pogromuldelaiasi.ro via Wikiwix (consulté le 16 octobre 2023).
9. ↑  Nikolai Bugai, Депортация народов из Украины, Белоруссии и Молдавии : Лагеря, принудительный труд и депортация (déportation des peuples d'Ukraine, Biélorussie et Moldavie), Dittmar Dahlmann et Gerhard Hirschfeld - Essen, Allemagne, 1999, p. 567-581.
10. ↑  Site de la partie ex-soviétique : .
11. ↑  Mihaela Narcisa Niemczik-Arambașa : (de) Alltag am östlichen Rand der EU, 2012, page 54